# 니시닛폰 방송
서일본(니시닛폰) 방송(일본어: 西日本放送)은 가가와현의 첫 민영방송국으로 라디오 방송국은 1953년 10월 1일, 텔레비전 방송국은 1958년 7월 1일 개국했다.
그 후 1983년 4월 1일 제2차 가가와·오카야마 방송구역 광역화에 따라 오카야마현에서 방송을 시작했으며 약칭은 RNC, 라디오 콜사인은 JOKF, 텔레비전 콜사인은 JOKF-DTV이다.

## 개요
- AM라디오는 가가와현, 텔레비전 방송은 가가와 현과 오카야마 현을 방송 대상 지역으로 하며 텔레비전 네트워크는 NNN 완전가맹국, 라디오 네트워크는 JRN·NRN 크로스넷 방송국이다.
- 1997년까지는 오카야마현도 라디오 방송국 청취권역이어서 NRN에만 가맹했었다.
- 오카야마·가가와의 다른 방송국에 비해 자사제작율이 적은 편이다.

## 연혁
- 1953년 7월 29일 시코쿠 신문과 가가와현 상공회의소등이 출자해 라디오 시코쿠 설립.
- 1953년 10월 1일　일본 21번째 중파방송국으로 개국(산요 방송, 난카이 방송, 구마모토 방송, 오이타 방송과 같은 날 개국).콜사인JOKF, 주파수 1060kc, 출력 100w 로 방송 개시.
  - 같은 날 시코쿠 방송(도쿠시마현)과 시코쿠방송 연맹(SBS)을 결성.
- 1953년 12월 25일 회사명을 라디오가가와로 변경.
- 1955년 3월 1일 간온지시에 간온지 라디오 송신소(콜사인 JOKL, 주파수 1460kc, 출력 100W) 개국.
- 1956년 7월 31일 시코쿠방송과의 시코쿠방송 연맹을 깬다.
- 1956년 10월 1일 회사명을 일반 공모로 선택된 니시닛폰 방송으로 변경.동시에 다카마쓰 방송국 출력을 1kW로 증력.
- 1958년 7월 1일 일본에서 8번째, 시코쿠에서 처음으로 민영 텔레비전 방송국을 개국한다.
- 1960년 5월 10일 오카야마현 취재 거점으로서 오카야마시에 오카야마 지사(후에 주고쿠총국으로 명칭변경) 개설.
- 1964년 10월 5일 텔레비전 컬러 방송이 실시된다.
- 1965년 5월 3일 라디오 방송국이 이 날 발족한 NRN에 가맹.
- 1966년 10월 1일 텔레비전 방송국이 이 날 발족한 NNN에 가맹.
- 1967년 이 해 발족한 민간방송 교육협회에 가맹.
- 1969년 10월 1일 지역 뉴스의 컬러 방송이 개시된다.
- 1971년 4월 6일 「올나이트 니폰」동시방송 개시.
- 1978년 11월 23일 라디오 다카마쓰 방송국 주파수를 1450 kHz→1449kHz로, 간온지 중계국 주파수를 1110 kHz→1107kHz로 변경한다.
- 1980년 1월 14일 오카야마시에 오카야마 서일본 방송 회관(오카야마 본사사옥) 완공.
- 1980년 7월 12일 마루가메시에 마루가메 라디오 중계국(주파수 1107 kHz, 출력 1 kW) 개국.
- 1983년 3월 24일 오카야마현에 처음으로 텔레비전 중계국을 개국했다.
- 1983년 4월 1일 오카야마현이 방송구역으로 들어오면서 방송구역 광역화가 완료된다.
- 1986년 9월 17일 텔레비전 중심방송국을 오카야마로 이전.
- 1990년 7월 9일 라디오 간온지·마루가메 양 중계국 주파수를 1449kHz로 변경하면서 모든 중파방송에서 동일 주파수로 방송을 실시한다.
- 1993년 3월 25일 히가시가가와 시에 시라토리 라디오 송신소(주파수 1449 kHz, 출력 100W) 개국.
- 1997년 10월　RSK라디오에서 「올나이트 닛폰」 등 NRN 프로그램을 방송하기 시작하자 니시닛폰 방송에서 JRN 프로그램 방송 개시.
- 2006년 10월 12일 디지털 텔레비전 시험방송 개시한다.(아직까지는 4:3비율로 방송했다.)
- 2006년 11월 1일 시험방송 와이드방송(16:9 비율 방송)으로 송출을 시작한다.
- 2006년 12월 1일　지상파 디지털 텔레비전 방송 개시.
- 2011년 7월 24일 지상파 아날로그 텔레비전 방송 종료.

## 라디오 주파수
| 방송국·중계국          | 주파수   | 출력 | 비고                                                                   |
| ---------------------- | -------- | ---- | ---------------------------------------------------------------------- |
| 다카마쓰 방송국        | 1449 kHz | 5 kW | 콜사인은 JOKF, 중파방송 중계국은 모두 동일한 주파수로 방송을 송출한다. |
| 다카마쓰 FM 보완중계국 | 90.3 MHz | 1 kW | 2020년 2월 개국예정                                                    |
| 간온지 중계국          | 1449 kHz | 100W | 예전에 JOKL이라고 하는 콜사인을 사용하고 있었다.                       |
| 마루가메 중계국        | 1449 kHz | 1 kW |                                                                        |
| 시라토리 중계국        | 1449 kHz | 100W |                                                                        |

## 텔레비전 네트워크 변천사
- 1958년 7월 1일 가가와현 1번째 민영방송국으로 가가와현에서 텔레비전 방송 개시.니혼TV·라디오도쿄 TV와 네트워크 관계를 맺지만 같은 해 8월 28일부터 편성을 니혼TV 중심으로 전개했다.
- 1959년 3월 1일 일본교육TV·이 날 개국한 후지 TV와 네트워크 관계를 맺는다.
- 1966년 4월 1일 뉴스 네트워크 NNN에 가맹.뉴스만 니혼TV 프로그램을 방송하고 나머지 프로그램은 예전처럼 방송하게 되었다.
- 1967년 6월 민간방송 교육협회에 가맹.
- 1969년 4월 1일 세토나이카이 방송(가가와 현 2번째 민영방송국) 개국에 의해 민교협제작분을 제외한NET-TV 프로그램이 중단되고 이 날 이후 후지 TV·도쿄방송 프로그램을 두 방송국이 나눠서 방송하게 된다.
- 1975년 3월 31일 간사이 준 중심방공국 네트워크 교환에 따라 세토나이카이 방송과 일부 간사이 준 중심방송국 프로그램을 교환한다.
- 1979년 4월 1일 오카야마현·가가와현 민방 텔레비전 방송구역 광역화(1차)에 의해 오카야마 방송(오카야마 2번째 민영방송국·가가와 3번째 민영방송국)이 가가와현에서 방송을 시작하면서 프로그램 판매 형식으로 방송되던 후지 TV 프로그램을 방송중지한다.
- 1983년 4월 1일 2차 방송구역 광역화 실시에 따라 오카야마현에서 방송을 개시.(오카야마 4번째 민영방송국).동시에 산요 방송(오카야마 1번째 민영방송국·가가와 4번째 민영방송국)이 가가와현에서 방송을 시작했기 때문에 프로그램 판매를 통한 도쿄방송 프로그램 방송을 중단한다. 그리고 민간방송 교육협회 가맹국 자격을 산요방송으로부터 이관받는다.

## 오카야마현·가가와현에 있는 다른 텔레비전·라디오 방송국
- NHK 오카야마 방송국
- NHK 다카마쓰 방송국
- 산요 방송(RSK)(TV는 도쿄 방송 계열, 라디오는 JRN・NRN 계열로 라디오는 오카야마현만 방송구역)
- 세토나이카이 방송(KSB)(TV 아사히 계열)
- 오카야마 방송(OHK)(후지 TV 계열)
- TV 세토우치(TSC)(TV 도쿄 계열)
- 오카야마 FM방송(JFN 계열, 오카야마현만 방송구역)
- FM가가와(JFN 계열, 가가와현만 방송구역)